# Old Cataract Hotel
Koordinaten: 24° 4′ 56,2″ N, 32° 53′ 16″ O
Das Old Cataract Hotel in Assuan ist ein traditionelles Luxushotel im orientalisierenden Kolonialstil, das durch seinen Ausblick auf die ehemaligen Stromschnellen des Nils und seine berühmten Gäste, unter anderem Agatha Christie, Winston Churchill, François Mitterrand, bekannt wurde.

## Geschichte

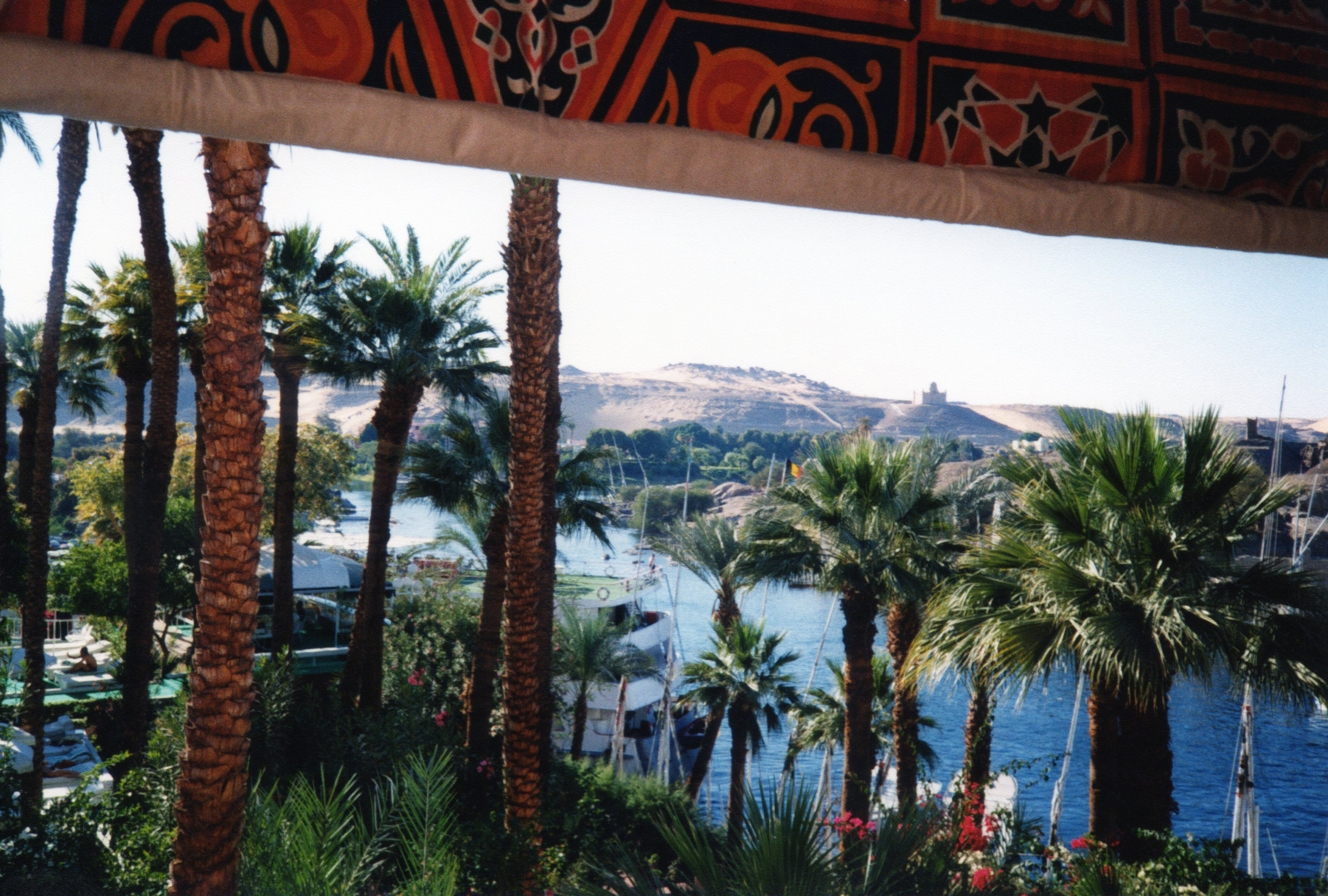
Der berühmte Nilblick

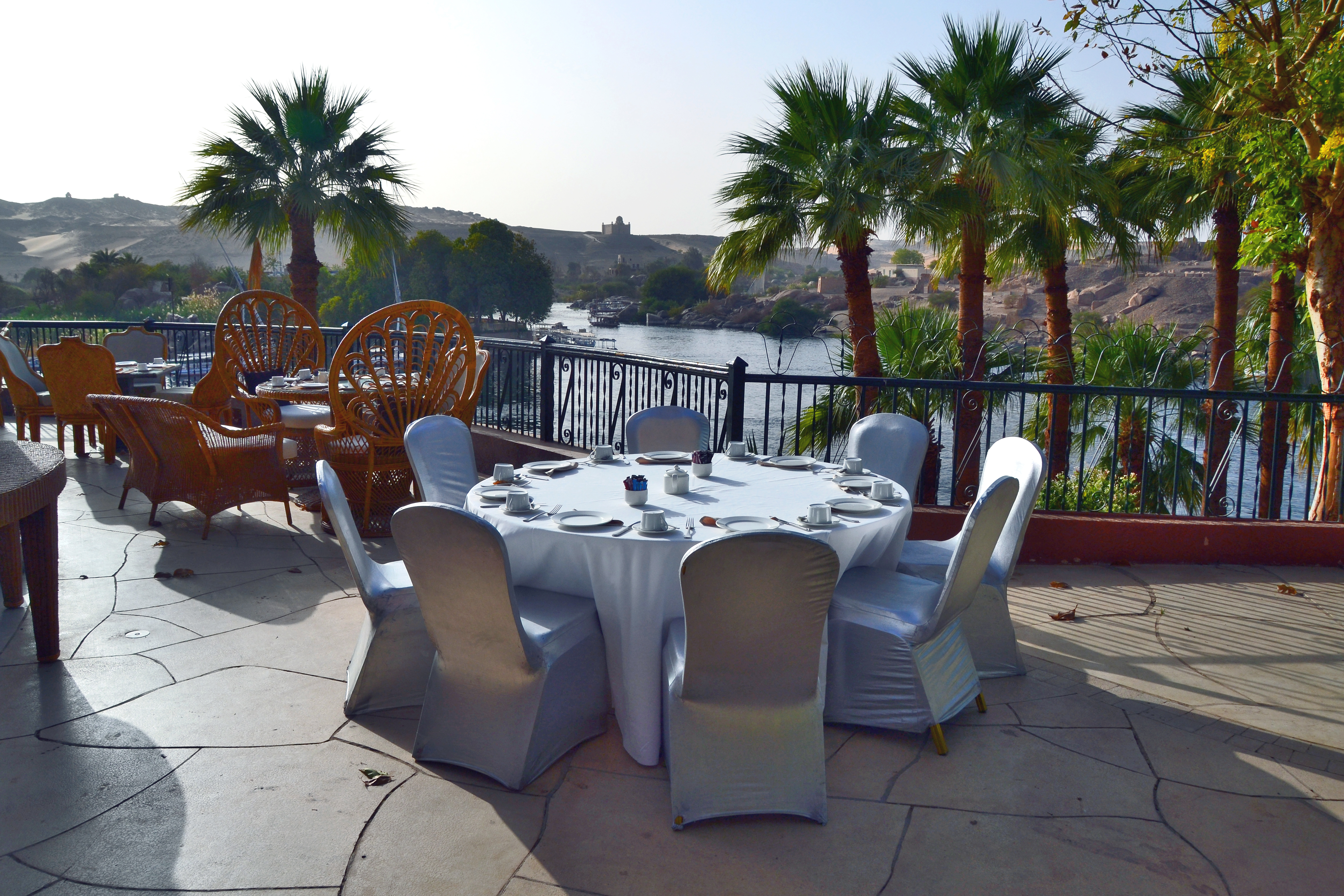
Gartenterrasse

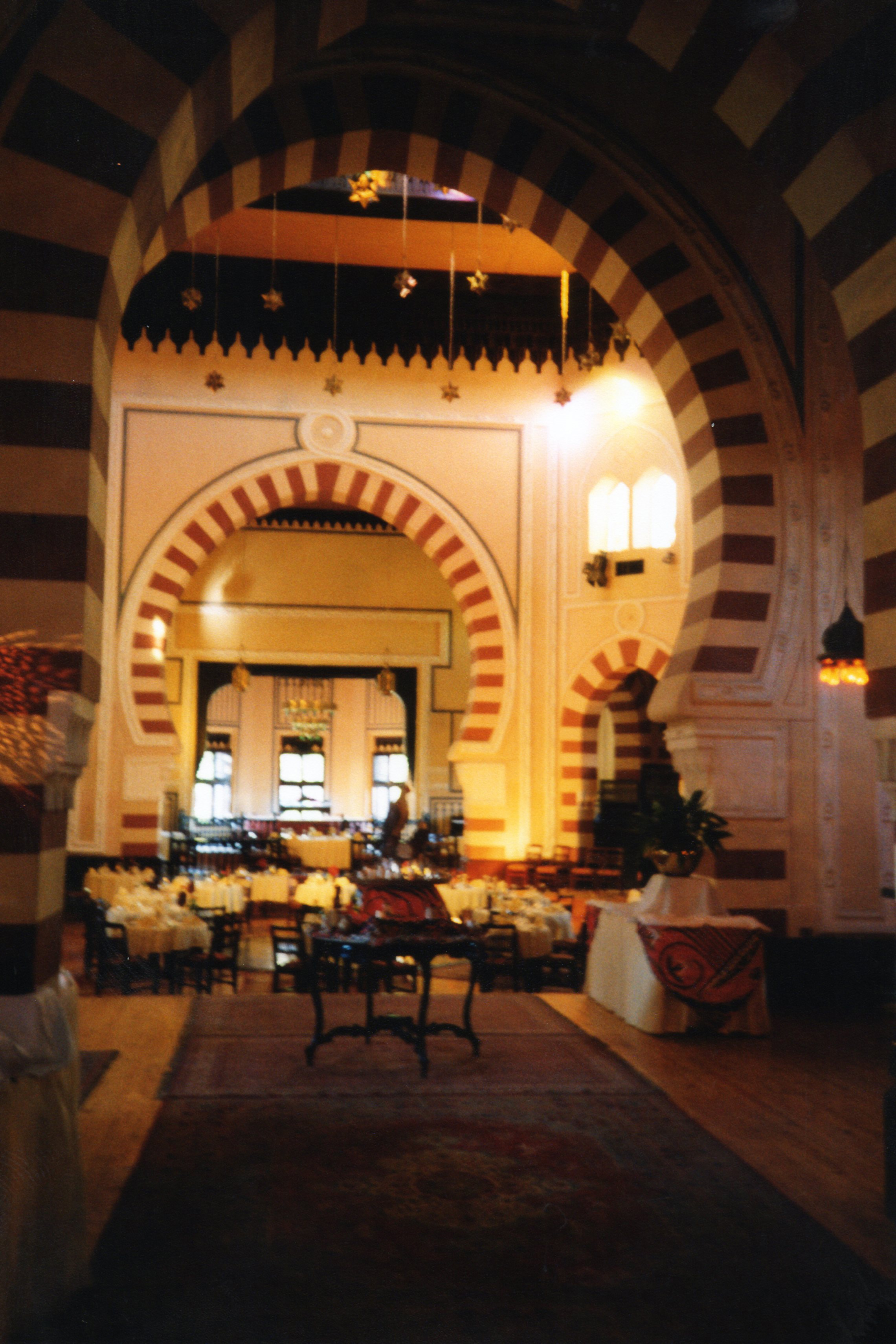
Restaurant „1902“

Das Hotel am östlichen Nilufer, am südlichen Ende der Uferstraße Corniche el-Nil wurde noch vor der Jahrhundertwende eröffnet. Am 11. Dezember 1899 erschien in The Egyptian Gazette eine erste Anzeige, die den modernen Komfort, die Bibliothek und den Billardraum des Hotels anpries.
Vor allem die Terrasse mit dem Blick auf die Insel Elephantine wurde zum Treffpunkt der europäischen Luxustouristen. Agatha Christies Roman Der Tod auf dem Nil (1937) ist in diesem Milieu angesiedelt. Er wurde 1978 von John Guillermin an den Originalschauplätzen verfilmt.
Bis in die 1950er Jahre dauerte die ursprüngliche Glanzperiode des Hotels. Aga Khan III. und König Faruq von Ägypten waren hier mehrfach zu Gast. Dann begann ein langsamer Niedergang, der das Haus zu einem Museum seiner selbst machte. Erfahrungsberichte aus dem späten 20. Jahrhundert sprechen von einem Relikt einer vergangenen Ära.
In den letzten Jahren wurde das unter Denkmalschutz stehende, im Besitz des ägyptischen Staates befindliche und von der französischen Gruppe Sofitel langfristig betriebene Hotel aber einer gründlichen Renovierung unterzogen. Die Wiedereröffnung nach etwa dreijähriger Umbauphase erfolgte im September 2011. Das Restaurant „1902“, ein moscheenartiger Kuppelbau und die berühmte Terrasse mit Nilblick wurden dabei weitestgehend erhalten. Westlich des historischen Hotels entstand – in entsprechendem Abstand – ein kubischer Neubau, dadurch wurde die für ein Hotel dieser Kategorie wirtschaftlich notwendige Zimmeranzahl erreicht und ein im 21. Jahrhundert übliches Wellness-Angebot ermöglicht.
Noch vor der Renovierung wurde das Old Cataract 2005 von Condé Nast Traveler’s Gold List zum schönsten Hotel der Region erklärt.
2016 diente das Hotel als Drehort für eine ägyptische Adaption der spanischen Fernsehserie Grand Hotel.